# Sinohygrocybe
Sinohygrocybe is een monotypisch geslacht van schimmels behorend tot de familie Hygrophoraceae. Het bevat alleen de soort Sinohygrocybe tomentosipes.